# Izák Komnenos (zemřel 1152)
Izák Komnenos (řecky Ισαάκιος Κομνηνός, Isaakios Komnēnos) se narodil asi 16. ledna 1093 jako třetí syn byzantského císaře Alexia I. Komnena a Ireny Dukovny. Zemřel někdy kolem roku 1152.

## Život
Izák byl bratr byzantského císaře Jana II. a kronikářky Anny Komnenovny. Jeho otcem mu byl udělen titul Caesar.
Po nástupu Jana II. na trůn v roce 1118, byl Izák na císařském dvoře přijímán s úctou, rovnající se císařově. Později byl povýšen do hodnosti sebastokratōr. Přesto však se velmi zabýval dobročinností, jmenovitě třeba obnovy kláštera poblíž císařského paláce v Blanchae. Kolem roku 1130 se vztahy Jana II. a Izáka poněkud odcizily a Izák byl donucen Konstantinopolis šest let po odhalení spiknutí své sestry opustit. Izák nalézal útočiště u několika dvorů na východě, v Melitenu u emíra Gümüshtigin Ghazi II ibn Danishmenda, ale i u dvora v Jeruzalémě. Roku 1136 se vrátil do Města na Bosporu a usmířil se se svým bratrem. Po smrti Jana II. v roce 1143 byl Izák poslán pryč do Herakleie Pontica, kde si zdánlivě udržel svou moc, která ho v letech 1145–1146 velmi lákala. V té době ho však již mohla pouze lákat, protože již žádnou faktickou moc neměl. Byl donucen uchýlit se k politickému důchodu na venkově. V roce 1152 ze svých peněz založil klášter Kosmosoteira poblíž Ainos, kam byl také přesunut z kostela Chora k poslednímu odpočinku. Zlomená Izákova deska je dnes v depozitáři Církevního muzeum v Alexandrupoli.

## Rodina
Izák byl ženatý s Irenou, snad Kyjevskou princeznou. Také mohl být ženatý s Katou Gruzínskou, dcerou Davida IV. Gruzínského a Rusudany Arménské. Děti z jeho prvního manželství:
1. Jan Komnenos, zvaný Tzelepes, přestoupil k islámu.
2. Andronikos I. Komnenos, byzantský císař v letech 1183–1185.
3. Marie Komnenovna, někdy před rokem 1166 provdána za Josefa Bryenniose.
4. Anna Komnenova, provdána za Jana Arbantenose.
5. Eudokia Komnenovna, pravděpodobně provdána za Konstantina Palaiologose.
6. Helena Komnenovna (zemřela 1183), nejspíš provdána za Jurije Dolgorukova do Kyjeva.

Mimo to měl ještě nelegitimního syna, Alexia Komnena.